# Elena Schiavo
Elena Schiavo (Colloredo di Prato, Italia; 1950) es una exfutbolista italiana conocida por haber sido la primera mujer de su país en destacarse como jugadora profesional. También se le conoce por haber sido la capitana delle azzurre (selección italiana femenina) durante los dos primeros torneos internacionales no reconocidos por la FIFA. Se destacó en la Copa del Mundo 1970, llamada Trofeo Martini & Rossi, en la cual anotó el doblete histórico que marcó el pase de su selección a la final contra la Selección femenina de fútbol de Dinamarca.

## Trayectoria
Se interesó por el fútbol desde una edad temprana mientras radicaba en Colloredo di Prato, Italia, en donde solía jugar descalza en las plazas públicas con sus compañeros de clase. Tiempo después, cuando tenía 9 años, su familia se mudó a Passons en la localidad de Pasian di Prato. En 1963 a la edad de 13 años el alcalde Cavaliere Luigi Cuttini la vio y quedó sorprendido por su habilidad para jugar en las calles, aún sin calzado, por lo que le obsequió su primer par de botas de fútbol. Ese año uno de los primeros equipos femeniles en Italia, el Furie Rosse de la comuna de Cormons, llegó a su ciudad y se unió a él. Schiavo hizo su debut en un partido en el que se enfrentaron el Furie Rosse contra el Indomite de la localidad Turriaco, en el cual vencieron 3 a 1.
En 1964 el barbero de Passons le aconsejó probarse en las diferentes pruebas de atletismo por lo que decidió dirigirse a un centro deportivo ubicado en la localidad de Paderno, Milán, en donde realizó pruebas para salto de altura, pentatlón, salto de longitud y carrera de obstáculos. Se destacó en las carreras de media distancia y obtuvo diversos logros en las competencias de 400 y 800 metros. Fue convocada en dos ocasiones al equipo de atletismo nacional juvenil y una vez al mayor, en donde conoció a Maria Stella Masocco, atleta reconocida por sus logros como exlanzadora de disco y bala (también es conocida por ser la madre de las jugadoras italianas de voleibol Guendalina y Veronica Buffon, y del portero de fútbol Gianluigi Buffon).
Paralelo a su formación como deportista de atletismo continuó jugando fútbol en secreto con el Furie Rosse. Su entrenador de atletismo, Zanon, la descubrió gracias a la formación de un hematoma tras recibir una fuerte patada jugando para el Furie Rosse. Fue reprendida por realizar dos deportes que, en opinión de Zanon, no eran compatibles por lo que decidió comenzar a jugar en la portería.
Tiempo después, se encontraba entrenando fútbol en el municipio de Asiago cuando fue vista en el campo de entrenamiento por el técnico Vicenzo Leone quien le comentó que la Roma buscaba un reemplazo para la jugadora Stefania Medri que recientemente se había lesionado. Schiavi jugó tres partidos con le Giallorossi (las amarillas y rojas) y cerró con ellas uno de los años más importantes para la formación de su carrera.
Al volver a Asiago se contactó con Tino Bianco, otro técnico que había mostrado interés en su carrera, y quien más tarde le habló de ella a los hermanos Rambaudi. Posterior a esta charla, los hermanos enviaron a un emisario para hacerle una oferta de incorporación al Real Torino. En este acuerdo privado, según Schiavi, se establecieron los siguientes acuerdos: sueldo fijo, gratificación por partidos y por convocatoria a la selección nacional italiana, manutención, alojamiento, vacaciones y cobertura de seguro.
En 1970 se trasladó a Turín y los medios de comunicación del momento la denominaron como "la primera profesional del fútbol femenil en Italia". En consecuencia a la mediatización de la noticia y al tratamiento de la información con inclinación amarillista que se dio sobre su traslado, el municipio local elevó la tarifa de impuestos a pagar para ella y su familia por lo que decidieron apelar y comenzar un proceso fiscal.
En el Real Torino compartió equipo con otras jugadoras pioneras de la época, como las inglesas Sue Lopez y Dot Cassell y la alemana, Müller. En 1971 se trasladó al Astro Corsetterie Torino bajo las mismas condiciones de contratación. En 1972 vistió la camiseta del Falchi Crescentinese, desde 1973 hasta 1975 jugó para el Falchi Astro Montecatini, y en este mismo año se incorporó al ACF Juventus pero no logró jugar ningún partido debido a una fuerte lesión.
En este periodo tuvo importantes lesiones, en 1974 se lastimó la rodilla en el partido de la selección italiana contra su similar de Escocia; y en 1975 sufrió la temida Tríada de O'Donoghue, rotura del ligamento cruzado anterior, rotura del ligamento lateral interno y rotura del menisco interno por lo que necesitó un año de rehabilitación.
Debido a las secuelas de sus lesiones, Schiavo comentó en entrevistas, que no logró recuperar el 50 % de su potencial atlético por lo que no logró consolidarse en sus siguientes clubes. En 1976 militó en el Valdobbiadene, un año más tarde en el Gamma 3 Padova y en 1978 en el Eurokalor Bologna. Finalmente, se retiró en 1979 en el Gorgonzola debido a una rotura de la apófisis transversal y a que Schiavo no deseaba poner en riesgo su empleo en la Comune di Udine (Municipalidad de Udine).

En marzo de 2021. Elena Schiavo concedió una entrevista al medio de comunicación italiano Gli eroi del calcio (Los héroes del fútbol) en la cual habló de su trayectoria deportiva y de sus experiencias como jugadora profesional. Para cerrar la entrevista dijo lo siguiente: 
Para mí, el fútbol fue una forma de reclamar los derechos de las mujeres. En el campo a menudo abucheábamos porque íbamos a invadir un campo puramente masculino. En 1972 concedí una entrevista en la que expliqué que no eran los insultos ni los propios silbidos lo que me inquietaba. De hecho, si jugaba mal podría aceptarlos, pero si fueron hechos para degradar mi ser mujer, entonces absolutamente no. Frente a esta ironía, ¡tuve que reclamar los derechos de las mujeres! Lamentablemente en las noticias de hoy sigo leyendo muchos casos de feminicidios o insultos sexistas y luego creo que a pesar de que han pasado cincuenta años, todavía nos queda un largo camino por recorrer. 

Per me il calcio era un modo per reclamare i diritti delle donne. In campo spesso ci fischiavano perché andavamo ad invadere un campo prettamente maschile. Nel 1972 rilasciai un’intervista in cui spiegavo che non erano gli insulti o i fischi in sé a disturbarmi. Infatti se giocavo male potevo accettarli ma se erano fatti per svilire il mio essere donna allora assolutamente no. Di fronte a questa ottusa ironia dovevo rivendicare i diritti delle donne! Purtroppo nelle cronache di oggi leggo ancora tanti casi di femminicidi o di insulti sessisti ed allora penso che nonostante siano passati cinquant’anni ancora ne dobbiamo fare tanta di strada.

## Selección nacional de Italia “Le Azzurre”
En el mundial de 1970 no avalado por la FIFA, el Trofeo Martini & Rossi, Schiavo fue la capitana de la Selección femenina de fútbol de Italia, equipo anfitrión del torneo. También fue una de las jugadoras más determinantes para su equipo en su camino hasta la gran final. En el partido de la semifinal anotó el doblete vencedor contra México, partido en el que las italianas se impusieron 2 a 1. En la final tiró el penal decisivo que su equipo necesitaba para empatar y buscar el triunfo, sin embargo lo falló y "le azzure" (las azules) no lograron remontar y cayeron contra la Selección femenina de fútbol de Dinamarca.
El siguiente año nuevamente fue la capitana de la Selección femenina de fútbol de Italia en la Copa Mundial Femenina de Fútbol de 1971 en la cual jugó como líder del II Trofeo Martini & Rossi, con sede en México. Se enfrentó a la selección mexicana en el Estadio Azteca, en un partido que albergó alrededor de 100 000 asistentes, y que finalizó con un 2 a 1, en donde las italianas fueron derrotadas. Su participación en este torneo concluyó con el partido por el tercer lugar el cual vencieron 4 por 0 a Argentina.

## Premios y reconocimientos
En 1986 el municipio de Údine la nombró como Caballero (Cavaliere) por méritos deportivos.

### Campeonatos/Scudettos
- 1969 Roma
- 1970 Real Torino
- 1974 Falchi Astro
- 1976 Valdobbiadene

### Copas de Italia
- 1972 Falchi Astro
- 1973 Falchi Astro[2]

## En la cultura popular
En el libro La mujer en la pelota (La Donna nel pallone) escrito por el exjugador profesional y periodista Angelo Caroli, la llaman "Un rayo de sol violento" (Un raggio di sole violento).